# كيفن بلاكويل
كيفن بلاكويل (بالإنجليزية: Kevin Blackwell)‏ (21 ديسمبر 1958 بلوتن في المملكة المتحدة - ) هو مدرب كرة قدم ولاعب كرة قدم بريطاني في مركز حراسة المرمى. لعب مع شيفيلد يونايتد ونادي بارنت ونوتس كاونتي وهدرسفيلد تاون ونادي سكاربورو وBedford Town F.C. ‏ ونادي توركي يونايتد وبارتون روفرز ونادي بليموث أرجايل ونادي بوسطن يونايتد.

## وصلات خارجية
- كيفن بلاكويل على موقع قاعدة بيانات كرة القدم.إي يو (الإنجليزية)
- كيفن بلاكويل على موقع Soccerbase.com (لاعب) (الإنجليزية)
- كيفن بلاكويل على موقع Soccerbase.com (مدرب) (الإنجليزية)